# علی زرگری
علی زرگری (زاده ۱۲۹۸، رشت – درگذشته ۱۳۸۷، کالیفرنیا) گیاه‌شناس و داروساز ایرانی و دارای مدرک دکترای داروسازی از دانشگاه تهران (۱۳۲۸) و دکترای بیولوژی گیاهی در زمینه گیاهان کویری ایران از فرانسه (۱۳۳۹) بود. او عضو پیوسته فرهنگستان علوم پزشکی بود. کتاب مفصل پنج‌جلدی او به اسم گیاهان دارویی ایران یکی از کتاب‌های مرجع مهم در زمینه گیاهان دارویی به زبان فارسی محسوب می‌شود. او در سال هشتاد به عنوان یکی از چهره‌های ماندگار ایران انتخاب شد. وی به علت بیماری در کالیفرنیا درگذشت.

## زندگی
‌علی زرگری در سال ۱۲۹۸ در رشت متولد شد. او به سال ۱۳۱۶ و پس از تمام شدن تحصیلات متوسطه‌اش، در دبیرستان شاهپور، مدرس غیررسمی گردید. یک سال بعد، در رشته علوم طبیعی دانشسرای عالی قبول شد و سال ۱۳۲۰ مدرک کارشناسی‌اش را گرفت. سپس در همان سال، دبیر دانشگاه گیاه‌شناسی و جانورشناسی دانشکده پزشکی تهران شد و با حسین گل‌گلاب همکاری می‌کرد. او به سفارش استادش، در سال ۱۳۲۴ به آزمایشگاه گیاه‌شناسی موزه علوم طبیعی دانشگاه تهران رفت و در آنجا مشغول به‌کار شد. زرگری پایان‌نامه دکتری داروسازی خود را با عنوان «بررسی و جمع‌آوری هر یک از گیاهان رنونکولاسه ایران اعم از دارویی و غیردارویی» را در سال ۱۳۲۸ ارائه داد که با درجه بسیار خوب در دانشگاه پزشکی، داروسازی و دندان‌پزشکی دانشگاه تهران پذیرفته شد. در فاصله سال‌های ۱۳۳۰ تا ۱۳۳۵ ابتدا دستیار افتخاری آزمایشگاه داروسازی جالینوسی و موزه طبیعی دانشگاه تهران و پس از آن سمت دانشیاری رشته گیاه‌شناسی دانشسرای عالی را به دست آورد. هنگامی‌که «مؤسسه مطالعات مناطق خشک» در دانشگاه تهران تأسیس و مجموعه هرباریوم موزه طبیعی به آنجا منتقل شد؛ زرگری مدیریت هرباریوم را عهده‌دار گردید. از دیگر مشاغل او در زندگی علمی‌اش، سرپرستی موزه و تدریس کلیات علوم زیستی در دانشسرای عالی بود. در سال ۱۳۳۷ به همراه استادش گل‌گلاب، در «اجلاس بین‌المللی تحقیقات علمی مناطق خشک ایران» شرکت کرد و با ارائه گزارشی از «نباتات کویر مسیله و تغییرات ساختمان داخلی آنها» مورد تقدیر «سازمان یونسکو» قرار گرفت. در همان سال، با دعوت «یونسکو» برای تحقیق و پژوهش دربارهٔ گیاهان مناطق خشک مدیترانه و آموزش خاک‌شناسی به مدت یک سال و نیم در فرانسه اقامت کرد. در همین ایام بود که حکم تصدی کرسی گیاه‌شناسی دانشسرای عالی به او داده شد. در سال ۱۳۳۹ از رساله دکتری خود با عنوان «رساله‌ای در بررسی گیاهان کویری ایران، به ویژه از حیث کالبدشناسی مقایسه‌ای» در دانشگاه مونپلیه فرانسه دفاع کرد. وی از سال ۱۳۴۲ استاد دانشکده داروسازی شد و معاونت آنجا و سرپرستی گروه آموزشی گیاه داروشناسی و داروسازی صنعتی را نیز برعهده گرفت. در مهرماه سال ۱۳۴۸ علاوه بر انجام کارهای تدریس و تحقیقاتی، ریاست دانشکده داروسازی به او واگذار گردید. در سال ۱۳۵۰ برای سفر مأموریتی سه‌ماهه به لندن رفت و ریاست دانشکده به شخص دیگری انتقال یافت؛ اما او تا زمان بازنشستگی‌اش (۱۳۵۲) مدیر گروه آموزشی گیاه داروشناسی دانشکده داروسازی باقی ماند. در سال ۱۳۵۵ به خاطر سال‌ها فعالیت‌های علمی و پژوهشی، از دانشکده داروسازی، نشان علمی دریافت کرد. زرگری پس از بازنشستگی تا سال ۱۳۵۷ در «دانشکده داروسازی دانشگاه فردوسی مشهد» مشغول به فعالیت شد. در سال ۱۳۸۲ هرباریوم این دانشکده را افتتاح کرد و در سال ۱۳۷۱ عضو «گروه طب اسلامی و طب سنتی» فرهنگستان علوم پزشکی شد. در سال ۱۳۷۷ عضو پیوسته فرهنگستان شد و تا پایان عمر با آنها همکاری می‌کرد. همچنین در سال ۱۳۸۰ به عنوان «چهره ماندگار» انتخاب گردید. سرانجام علی زرگری در اردیبهشت ۱۳۸۷ به دلیل بیماری در کالیفرنیا درگذشت.

## فعالیت‌های علمی
علی زرگری در سال ۱۳۳۸ توانست سه گونه گیاه جدید (از پرند/ پیارند از تیره هفت‌بندیان) را کشف کند و در مدت فعالیت در دانشکده داروسازی، بر روی موضوعاتی مانند شناسایی، نام‌گذاری و کاراندام‌شناسی گیاهان دارویی ایران و خارج از ایران کار می‌کرد و هم‌زمان با گردآوری و بررسی میدانی انواع گیاهان دارویی منطقه البرز و شمال ایران، این موضوعات را در دانشکده تدریس می‌نمود. همچنین او با تحقیق در مناطق شمال ایران، گونه‌ای از شقایق با نام «شقایق کبیر» را جمع‌آوری و نمونه‌ای از این گیاه را به باغ گیاه‌شناسی میسوری ارسال کرد. با شناسایی این گیاه و اثبات وجود ۲۶٪ آلکالویید تبایین و نبود مرفین در آن، پژوهش‌ها و بررسی‌های داروسازان ایرانی و خارجی بر روی این گیاه را پایه‌گذاری کرد. او همچنین با اهدای مجموعه دو هزار نمونه گیاهانی که خود جمع‌آوری کرده بود؛ بنیان‌گذار هرباریوم دانشکده داروسازی دانشگاه فردوسی مشهد بود.

## آثار
او در دوره حکومت پهلوی کتاب‌های دروس علوم طبیعی مدارس را تألیف کرد. همچنین در طی سال‌های فعالیتش در موزه علوم طبیعی ایران و موزه‌های گیاه‌شناسی لندن، ژنو و پاریس، مقالات متعدد و چندین کتاب دانشگاهی را در زمینه گیاه‌شناسی نوشت. مهم‌ترین کتاب‌های او که از کتاب‌های مرجع گیاه‌شناسی به‌شمار می‌آید؛ عبارتند از:
- روش شناسایی گیاهان (در سه جلد): انتشارات امیرکبیر این کتاب را در سال ۱۳۴۲ چاپ کرده‌است. جلد یک به معرفی نهانزادان آوندی، گیاهان تک‌لپه و بازدانه پرداخته‌است. جلد دوم آن «گیاهان بی‌گلبرگ و جداگلبرگ» و جلد سومش «گیاهان پیوسته گلبرگ» نام دارند. این مجموعه سه جلدی در سال ۱۳۴۲ برگزیده کتاب سال سلطنتی شد.
- گیاهان دارویی ایران (در پنج جلد): این کتاب در سال ۱۳۳۲ به عنوان کتاب برگزیده سال انتخاب شد. در سال ۱۳۸۹ با ویرایش دوم (با تجدید نظر و اضافات) به چاپ مجدد رسید. در این کتاب نام‌های علمی گیاهان یا فرآورده‌های آنها و معادل‌هایشان در زبان‌های فرانسه، انگلیسی، آلمانی، ایتالیایی و عربی آمده‌است. پس از وصف هر گیاه، به خواص دارویی آن بر اساس منابع تاریخی و مقالات تحقیقی، تهیه دارو از آن گیاه و محل رویش آن در ایران و جهان اشاره شده‌است. در سال ۱۳۷۲ دوره پنج جلدی آن نیز به عنوان کتاب سال برگزیده شد.
- گیاه درمانی: این کتاب پس از مرگ مؤلف، توسط انتشارات دانشگاه تهران در سال ۱۳۹۰ چاپ شده که در این اثر درمان بیماری‌ها با استفاده از قسمت‌های مختلف گیاهان شرح داده شده‌است. ذکر ۲۴۳ بیماری، توصیه‌ها و علل پیدایش این بیماری‌ها، معرفی گیاهانی که از پیشرفت بیماری جلوگیری می‌کنند و مقدار و شیوه مصرف آنها و چگونگی تهیه داروها برخی از عناوین این کتاب هستند.

## یادداشت
1. ↑  (ماده‌ای که به آسانی تبدیل به کدئین و از مشتقاتش چندین داروی ضدمخدر و ضددرد تهیه می‌شود.)